# Essai d’amortissement du pendule
L’essai d’amortissement du pendule est un essai utilisé pour déterminer la dureté pendulaire des matériaux et surtout des revêtements tels que les peintures. Il consiste à mesurer le temps d’amortissement d’un pendule oscillant sur cette surface. Les essais d’amortissement du pendule peuvent être réalisées en suivant les normes ISO 1522 ou ASTM D4366.
Les pendules suivants peuvent être utilisés :
- Persoz : recommandé pour les revêtements souples ;
- König : recommandé pour les revêtements durs.

## Description
L'instrument se compose d'un pendule libre de balancer. Ce test est basé sur le principe que l'amplitude de l'oscillation du pendule diminue plus rapidement lorsqu'il passe sur une surface plus souple. La dureté pendulaire d'un revêtement est donnée par le nombre d'oscillations faites par le pendule dans les limites d'amplitude spécifiées déterminées par des photodétecteurs positionnés avec précision. Un compteur électronique enregistre le nombre de balancements réalisés par le pendule. Le résultat peut être aussi exprimé en secondes.

## Pendule de Persoz versus pendule de König
Les deux pendules diffèrent par la forme, la masse et le temps d'oscillation. Il n'y a pas de relation générale entre les résultats obtenus avec les deux équipements. La méthode Persoz est plus précise, mais en raison de l'amplitude initiale plus grande, le pendule de Persoz a tendance à glisser sur des surfaces très dures. Dans ce cas, le pendule de König est conseillé. Dans les deux cas, le test consiste simplement à noter le temps en secondes pour que l'amplitude de l'oscillation diminue de 6 à 3 degrés (pendule de König), ou de 12 à 4 degrés (pendule de Persoz).